# Брэдфилд, Кэмерон
Кэмерон Брэдфилд (англ. Cameron Bradfield; 14 сентября 1987, Гранд-Рапидс, Мичиган) — профессиональный американский футболист, тэкл нападения. С 2011 по 2014 год выступал в составе клуба НФЛ «Джэксонвилл Джагуарс». На студенческом уровне играл за команду университета Гранд-Вэлли во II дивизионе NCAA.

## Биография
Кэмерон Брэдфилд родился 14 сентября 1987 года в Гранд-Рапидсе в штате Мичиган. Он окончил старшую школу Крестон, играл за её футбольную команду на позиции тайт-энда, занимался баскетболом. В 2005 году он поступил в университет Гранд-Вэлли в Аллендейле. Первый сезон студенческой карьеры Брэдфилд провёл в статусе освобождённого игрока, не участвуя в матчах команды.
Перед началом сезона 2006 года он сменил амплуа и перешёл в линию нападения. В составе «Гранд-Вэлли Стейт Лейкерс» Брэдфилд дебютировал в 2007 году, сыграв в тринадцати матчах турнира. В 2008 году он занял место стартового правого тэкла и провёл на этой позиции все двенадцать матчей. По итогам турнира Брэдфилда признали самым прогрессирующим игроком команды.
В сезоне 2009 года он провёл пятнадцать матчей и был одним из лидеров линии нападения, вошедшей в тройку лучших во II дивизионе по количеству пропущенных сэков. По итогам турнира Брэдфилда включили в состав третьей сборной звёзд дивизиона по версии Associated Press. В 2010 году он вошёл в сборные звёзд дивизиона по версиям Associated Press и D2Football.com.

### Профессиональная карьера
На драфте НФЛ 2011 года Брэдфилд выбран не был и в статусе свободного агента подписал контракт с клубом «Джэксонвилл Джагуарс». В своём дебютном сезоне он принял участие в десяти матчах регулярного чемпионата, в том числе в двух в стартовом составе, заменив травмированного Юджина Монро. В 2012 году он провёл двенадцать матчей основным правым тэклом, но испытывал серьёзные проблемы с защитой квотербека и нарушениями правил. В межсезонье «Джагуарс» выбрали в первом раунде драфта тэкла Люка Джокела, после чего Брэдфилда называли в числе кандидатов на отчисление из команды.
Большую часть своего первого сезона Джокел пропустил из-за травмы ноги, что позволило Брэдфилду сохранить за собой место в составе. Он принял участие в пятнадцати играх, одиннадцать из них сыграл в стартовом составе, выходя на поле на позиции левого тэкла. На старте чемпионата 2014 года он провёл две игры на месте правого тэкла, заменяя сломавшего руку Остина Пастора, но действовал очень плохо и 16 сентября был отчислен. После этого Брэдфилд подписал контракт с «Атлантой», заменив травмированного Ламара Холмса. До конца сезона он на поле не выходил. В январе 2015 года он заключил фьючерсный контракт с «Аризоной», но был отчислен ещё до старта сезона.
Летом 2016 года Брэдфилд подписал контракт с «Далласом». В клубе его рассматривали как потенциальную замену Чезу Грину, имевшему проблемы со здоровьем. В августе он тоже был внесён в список травмированных, после чего расторг соглашение с клубом по соглашению сторон.